# Tillandsia roland-gosselinii
Tillandsia roland-gosselinii är en gräsväxtart som beskrevs av Carl Christian Mez. Tillandsia roland-gosselinii ingår i släktet Tillandsia och familjen Bromeliaceae. Inga underarter finns listade i Catalogue of Life.

## Bildgalleri

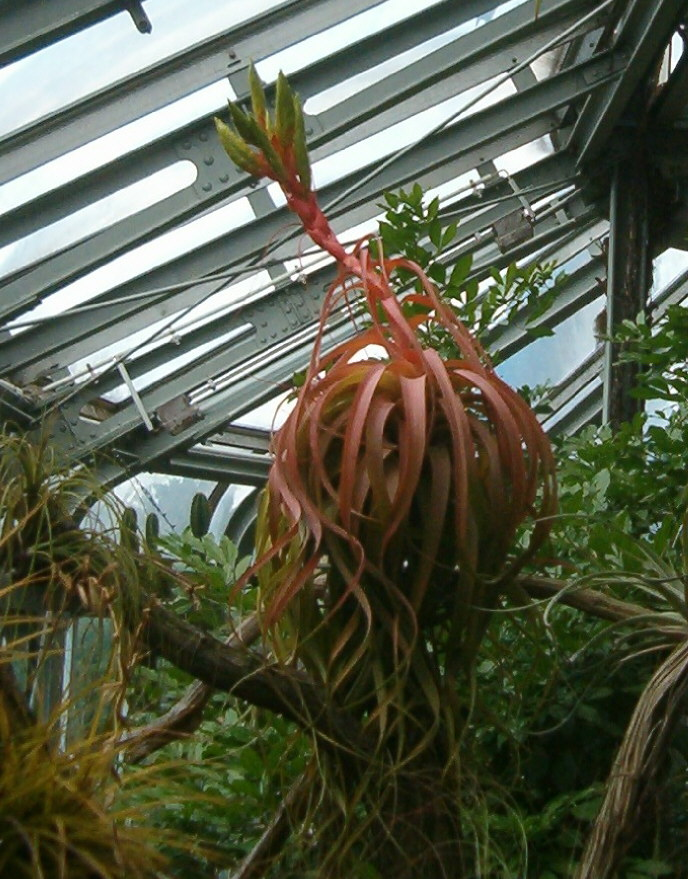
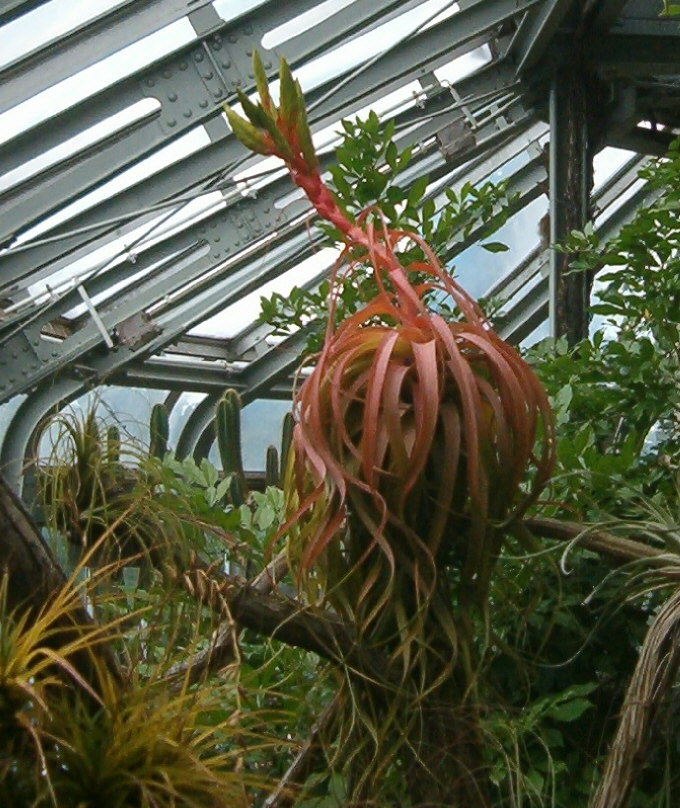